# 무릉도원면
무릉도원면(武陵桃源面)은 대한민국 강원특별자치도 영월군의 면이다. 면적은 153.37km2, 인구는 2015년 12월 말 주민등록 기준으로 1,922명이다. 2016년 11월 14일까지는 수주면(水周面)이라는 이름을 사용하였으며, 지금의 명칭은 면내의 무릉리와 도원리에서 딴 것이다.

## 개요
무릉도원면은 5대 적멸보궁 중의 한 곳인 고찰 법흥사와 기암괴석의 빼어난 경관을 자랑하는 요선암, 지리에 관한 것을 보고 배울 수 있는 호야지리박물관, 사계절 산행을 즐길 수 있는 백덕산, 구봉대산 등의 등산로가 있어 연중 관광객들의 발길이 끊이지 않는 곳이다. 뿐만 아니라, ‘법흥천’, ‘엄둔천’, ‘두산천’ 등 맑은 계곡이 있어 여름철이면 법흥천에서는 가족·연인들을 위한 계곡축제가 열리고 있다.

## 연혁
- 1905년 : 영월군 좌변면(左邊面, 현 주천면), 우변면(右邊面, 현 무릉도원면 및 횡성군 강림면)
- 1916년 5월 5일 : 좌변면, 우변면을 양변면(兩邊面)으로 통합
- 1931년 3월 : 양변면을 수주면(水周面), 주천면으로 분리
- 1945년 : 수주면 강림출장소 설치
- 1963년 1월 : 수주면 월현리, 부곡리, 강림리가 횡성군 안흥면으로 편입
- 1998년 : 운학출장소 폐지
- 2016년 11월 15일 : 수주면을 무릉도원면으로 개칭

## 법정리
- 무릉리(武陵里)
- 법흥리(法興里)
- 도원리(桃源里)
- 운학리(雲鶴里)
- 두산리(斗山里)

## 교육
- 무릉초등학교

## 문화재
- 영월 무릉리 요선암 돌개구멍 - 대한민국의 천연기념물 제543호